# Müslüm Gürses
Müslüm Gürses (Şanlıurfa, 7 mei 1953 – Istanboel, 3 maart 2013) was een Turkse zanger en acteur. Zijn echte naam was Müslüm Akbaş.
Gürses maakte voornamelijk arabesk, maar daarnaast ook rock. Door fans werd hij wel Müslüm Baba (Vader Müslüm) genoemd.
Gürses werd geboren als de zoon van Emine en Mehmet Akbaş. Later verhuisde het gezin om financiële redenen naar Adana.
Daar werden zijn moeder en zusje doodgestoken door zijn vader.
Müslüm Gürses was getrouwd met actrice Muhterem Nur. Hij kreeg complicaties na een bypass operatie op 15 november 2012. Na 4 maanden strijd, overleed hij toch op 60-jarige leeftijd. 
Eind 2018 is er een film over hem gemaakt genaamd Müslüm die ook in Nederlandse bioscopen te zien was. Müslüm schreef in zijn vrije tijd muziek teksten. Hij hield veel van muziek.

## Albums
| Jaar | Album naam                            | Maker               | Informatie     |
| ---- | ------------------------------------- | ------------------- | -------------- |
| 1975 | Müslüm Gürses 1                       | Çınçın Plak         |                |
| 1976 | Müslüm Gürses 2                       | Çınçın Plak         |                |
| 1976 | Öldürdüğün Yetmedi Mi                 | Uzelli              |                |
| 1977 | Müslüm Gürses 3                       | Çınçın Plak         |                |
| 1978 | Müslüm Gürses 4                       | Çınçın Plak         |                |
| 1979 | Gazla Şoför                           | Çınçın Plak         |                |
| 1979 | Bağrıyanık                            | Saner Plak          |                |
| 1980 | Umutsuz Hayat                         | Arma Müzik          |                |
| 1980 | Esrarlı Gözler                        | Emre Plak           |                |
| 1981 | Mutlu Ol Yeter (1)                    | Modern Plak         |                |
| 1982 | Müzik Ziyafeti                        | Akdeniz Plak        |                |
| 1982 | Tanrı İstemezse                       | Uzay Plak           |                |
| 1983 | Anlatamadım                           | Kale Plakçılık      |                |
| 1983 | Dertliler Meyhanesi                   | Dünya Müzik         |                |
| 1984 | Yaranamadım                           | Elenor Müzik        |                |
| 1985 | Güldür Yüzümü                         | Elenor Müzik        |                |
| 1987 | Gitme                                 | Elenor Müzik        |                |
| 1986 | Sevda Yolu                            | Elenor Müzik        |                |
| 1986 | Yıkıla Yıkıla                         | Elenor Müzik        |                |
| 1986 | Küskünüm                              | Bayar Müzik         |                |
| 1986 | İlk Aşkım Son Sevgilim                | Çınar Müzik         |                |
| 1986 | Hayatımı Sen Mahvettin                | Dünya Müzik         |                |
| 1987 | Farketmez                             | Uzelli Kaset        |                |
| 1987 | Talihsizler                           | Elenor Müzik        |                |
| 1988 | Aldatılanlar                          | Özbir Plak          |                |
| 1988 | Dertler İnsanı                        | Elenor Müzik        |                |
| 1988 | Vefasız Alem                          | Elenor Müzik        |                |
| 1988 | Maziden Bir Demet                     | Sedef Müzik         |                |
| 1989 | Arabeskin Devleri                     | Bayar Müzik         | met Mine Koşan |
| 1989 | Bir Fırtına Kopacak                   | Akdeniz Plak        |                |
| 1989 | Bir Kadeh Daha Ver                    | Sarp Müzik          |                |
| 1989 | Mahsun Kul                            | Elenor Müzik        |                |
| 1989 | Müslüm Gürses Konseri                 | Elenor Müzik        | Concert Album  |
| 1990 | Meyhaneci / Kırık Sazım               | Elenor Müzik        |                |
| 1990 | Hüzünlü Günler                        | Disco Plak          |                |
| 1990 | Arkadaş Kurbanıyım                    | Uğur Plak           |                |
| 1990 | Güle Güle Git                         | Bayar Müzik         |                |
| 1991 | Bir Bilebilsen / Zalim                | Bayar Müzik         |                |
| 1991 | Sen Nerdesin Ben Nerdeyim             | Bayar Müzik         |                |
| 1991 | Yüreğimden Vurdun Beni                | Sarp Müzik          |                |
| 1991 | Bir de Benden Dinleyin                | Elenor Müzik        |                |
| 1991 | Her Şey Yalan                         | Elenor Müzik        |                |
| 1991 | Yaşamalısın                           | Elenor Müzik        |                |
| 1992 | Müslümce 92                           | Elenor Müzik        |                |
| 1993 | Ah Gülüm                              | Dünya Müzik         |                |
| 1993 | Dağlarda Kar Olsaydım                 | Elenor Müzik        |                |
| 1993 | Kralların Müzik Şöleni                | Elenor Müzik        |                |
| 1994 | Senden Vazgeçmem                      | Elenor Müzik        |                |
| 1994 | İnsaf - Kahire Resitali               | Uğur Plak           |                |
| 1995 | Benim Meselem                         | Elenor Müzik        |                |
| 1995 | Bir Avuç Gözyaşı                      | Elenor Müzik        |                |
| 1996 | Topraktan Bedene (İsyanım Var)        | Elenor Müzik        |                |
| 1996 | Şiirlerim Şarkılarım (Haklısın)       | Kılıç Müzik         |                |
| 1997 | Sultanım                              | İdobay              |                |
| 1997 | Usta - Ne Yazar                       | Elenor Müzik        |                |
| 1997 | Nerelerdesin                          | Elenor Müzik        |                |
| 1998 | Müslüm Gürses Klasikleri              | Elenor Müzik        |                |
| 1999 | Arkadaşım                             | Elenor Müzik        |                |
| 1999 | Garipler                              | Elenor Müzik        |                |
| 1999 | Vay Canım                             | Ulus Müzik          |                |
| 2000 | Biz Babadan Böyle Gördük              | Ulus Müzik          |                |
| 2000 | Zavallım                              | Elenor Müzik        |                |
| 2001 | Müslümce Türküler                     | Elenor Müzik        |                |
| 2001 | Sadece                                | Elenor Müzik        |                |
| 2001 | Yanlış Yaptım (Kaçamam Ki Kaderimden) | Özdemir Plak        |                |
| 2001 | Dünya Yalan                           | Universal           |                |
| 2002 | Açık Hava Konseri - 1                 | Universal           | Concert Album  |
| 2002 | Açık Hava Konseri - 2                 | Universal           | Concert Album  |
| 2002 | Açık Hava Konseri - 3                 | Universal           | Concert Album  |
| 2002 | Müslüm Baba ile Yolculuk              | Universal           |                |
| 2002 | Paramparça                            | Bayar Müzik         |                |
| 2003 | Yanarım                               | Bayar Müzik         |                |
| 2003 | İkimizin Yerine                       | Dirlik Müzik        |                |
| 2004 | Uyanma Zamanı (Kıyak Bitti)           | Kadırga Müzik       |                |
| 2005 | Ayrılık Acı Bir Şey                   | Görüntüevi          |                |
| 2005 | Bakma                                 | Sun Müzik           |                |
| 2006 | Gönül Teknem                          | Seyhan Müzik        |                |
| 2006 | Aşk Tesadüfleri Sever                 | Pasaj Müzik         |                |
| 2009 | Sandık                                | Pasaj Müzik         |                |
| 2010 | Yalan Dünya                           | Pasaj Müzik         |                |
| 2013 | Veda - Ervah-ı Ezelde                 | Kadırga Müzik       |                |
| 2013 | Baba Şarkılar                         | DMC / Eflatun Müzik |                |
| 2014 | Baba Şarkılar 2                       | Eflatun Müzik       |                |

## Films
Müslüm Gürses heeft in tientallen films meegespeeld. Hieronder zijn populairste.
- Amerikalılar Karadenizde 2
- Ağlattı Kader
- Bağrıyanık
- İsyankar
- İtirazım Var
- Kul
- Mutlu ol Yeter
- Küskünüm
- Güldür Yüzümü
- Anlatamadım
- Sev Yeter
- Acı Yıllar
- İkizler
- Sevmemeli
- Çare Sende Allahım
- Kader Rüzgarı
- Kul Kuldan Beter
- Dertler İnsanı
- Dünya Boştur
- Gönül Nikahı
- Zalimsin Yar
- Hasret
- Küskünüm
- Mapushane
- Kul Sevdası